# 克里韋 (波皮利尼亞區)
50°4′0″N 29°27′44″E / 50.06667°N 29.46222°E
克里韋（烏克蘭語：Криве）是烏克蘭北部的村莊，隸屬日托米爾州的日托米爾區。該村處於克里維揚卡河畔，始建於1619年，面積3.216平方公里，海拔高度191米，2001年人口630。